# Tony Powell
Tony Powell, född 13 september 1943, är en friidrottare från Kanada. Han deltog vid olympiska sommarspelen 1972.